# Grzybówka szarobrązowa

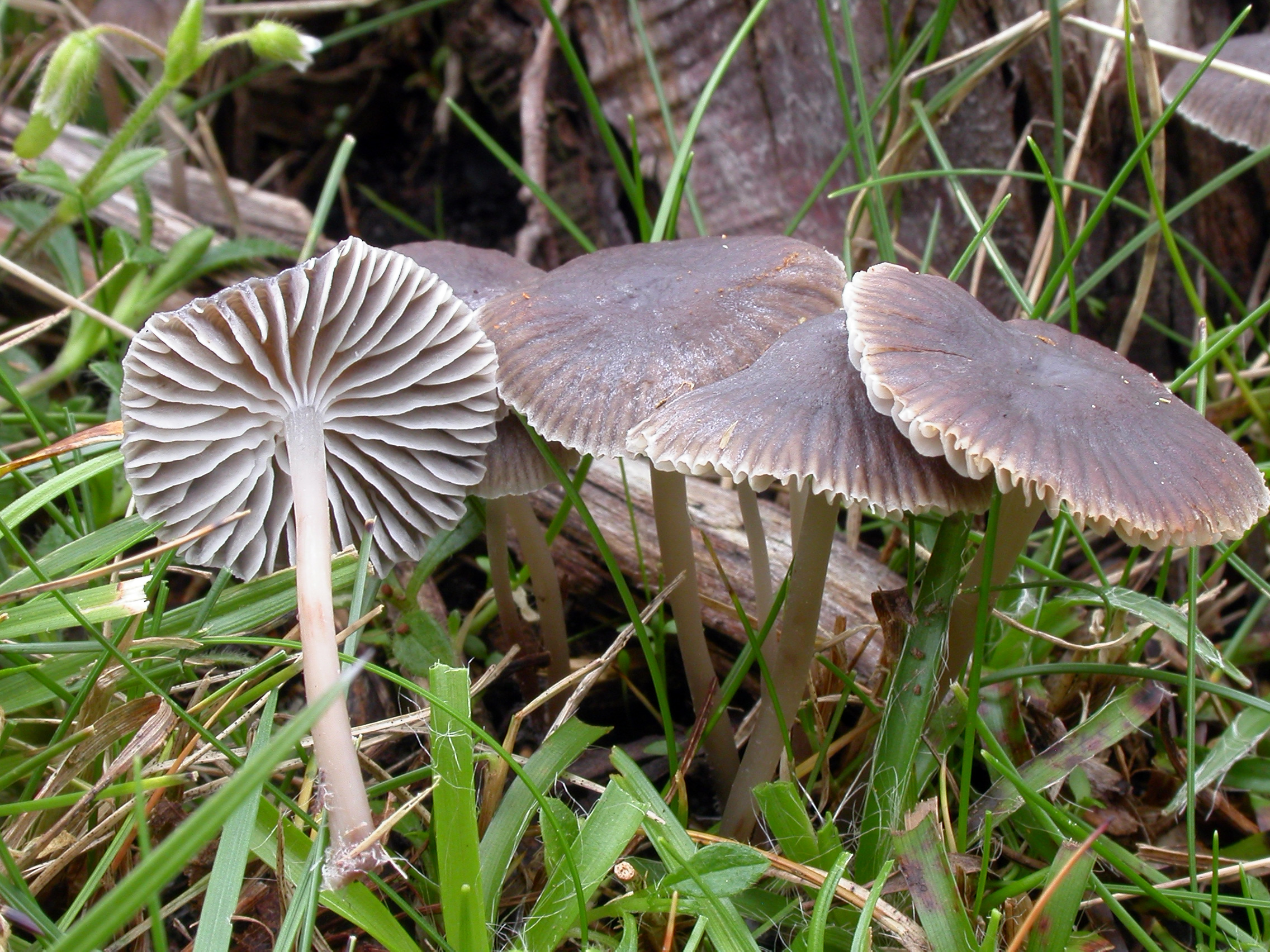

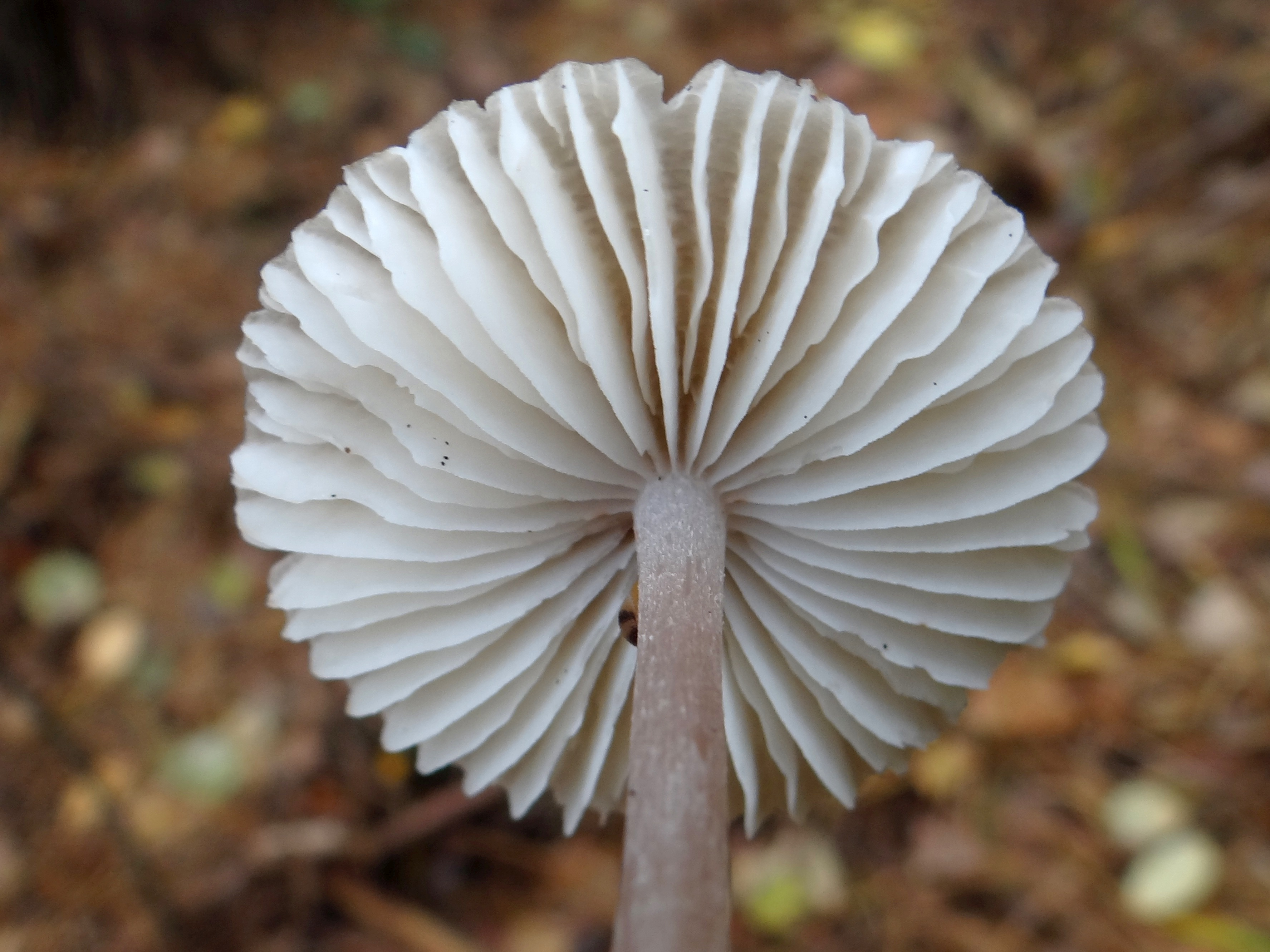

Grzybówka szarobrązowa (Mycena latifolia (Peck) A.H. Sm.) – gatunek grzybów z rodziny grzybówkowatych (Mycenaceae).

## Systematyka i nazewnictwo
Pozycja w klasyfikacji według Index Fungorum: Mycena, Mycenaceae, Agaricales, Agaricomycetidae, Agaricomycetes, Agaricomycotina, Basidiomycota, Fungi.
Takson ten opisał w Charles Horton Peck 1872 r. nadając mu nazwę Agaricus latifolius. Obecną, uznaną przez Index Fungorum nazwę nadał mu Alexander Hanchett Smith w 1935 r.
Synonimy:
- Agaricus latifolius Peck 1870
- Mycena galericulata subsp. latifolia (Peck) Sacc. 1887
- Mycena latifolia (Peck) Mussat 1901
- Prunulus latifolius (Peck) Murrill 1916

Nazwę polską  nadała mu Maria Lisiewska w 1987 r.

## Morfologia
Kapelusz
Średnica 5–25 mm, początkowo paraboliczny lub stożkowy do wypukłego, potem spłaszczony, często wklęsły na środku lub z niewielkim garbem, półprzezroczyście prążkowany. Powierzchnia początkowo oprószona, potem naga. Jest higrofaniczny. Barwa od czarnobrązowej do ciemnobrązowej z jaśniejszym, białawym brzegiem. Z wiekiem jaśniejszy – od jasno do ciemnobrązowego z szarobrązowym brzegiem.
Blaszki
W liczbie 14–33 dochodzących do trzonu, nieco łukowate, wolne do szeroko przyrośniętych, lub nieco zbiegające z krótkim ząbkiem, białe, potem  białoszare do ciemnoszarych. Ostrza białawe.
Trzon
Wysokość 20–70 mm, grubość 0,5–1,5 mm, walcowaty, pusty w środku, twardy, elastyczny, prosty lub nieco zakrzywiony. W górnej części nieco oprószony, poza tym nagi, w stanie wilgotnym nieco śliski, u młodych okazów na wierzchołku niebiesko-czarny do szaro-czarnego, niżej blado szarobrązowy, u starszych okazów mniej lub bardziej szary lub brązowoszary, przeważnie z blado szarym lub białawym wierzchołkiem. Podstawa gęsto pokryta długimi, giętkimi, białymi włókienkami. 
Miąższ
Zapach nieco mączny, lub bez zapachu. Smak łagodny, niewyraźny.
Cechy mikroskopowe
Podstawki 29–39 × 6–7 µm, smukłe, maczugowate, ze sterygmami o długości 4–5 µm. Zarodniki 7,2–10 × 4–5,5 µm, pipetowate do prawie cylindrycznych, gładkie, amyloidalne. Cheilocystydy 40–85 × 6–24 µm, wymieszane z podstawkami, wrzecionowate, maczugowate, lub języczkowate, cienkościenne lub z nieco pogrubionymi ścianami w najszerszych miejscach, gładkie, lub w najszerszych miejscach pokryte kilkoma lub dość licznymi, prostymi lub zakrzywionymi, dość krótkimi naroślami o wymiarach 1,5–3,5 × 1–2 µm. Pleurocystydy liczne, podobne do cheilocystyd, o długości do 100 µm, gładkie lub pokryte w szerszej części naroślami. Strzępki w skórce kapelusza o szerokości 2,5–3,5 µm, pokryte prostymi lub gęsto rozgałęzionymi naroślami 1-27 × 1–2 µm, nieco żelatynizowane. Strzępki w skórce trzonu o szerokości  2–4,5 µm, gładkie. Sprzążki obecne w strzępkach wszystkich części grzyba.

## Występowanie i siedlisko
Grzybówka szarobrązowa znana jest głównie w Europie. Poza tym podano pojedyncze jej stanowiska w Ameryce Północnej i w Australii. Władysław Wojewoda w zestawieniu grzybów wielkoowocnikowych Polski w 2003 r. przytacza tylko 3 stanowiska. W Polsce gatunek rzadki. Znajduje się na Czerwonej liście roślin i grzybów Polski. Ma status E – gatunek zagrożony wymarciem, którego przeżycie jest mało prawdopodobne, jeśli nadal będą działać czynniki zagrożenia.
Grzyb saprotroficzny. Występuje w lasach iglastych i mieszanych, gromadnie wśród leżących na ziemi igieł różnych drzew iglastych, w mchu lub trawie na otwartych łąkach. Owocniki na jesieni. 

## Gatunki podobne
W terenie grzybówka szarobrązowa nie jest łatwa do zidentyfikowania. W mikroskopie widać jednak bardzo typowe cystydy z naroślami w najszerszej części. W Polsce nie ma innych gatunków z takimi cystydami. 